# De Prooi (televisieserie)
De Prooi is een driedelige VARA-miniserie uit 2013. De serie wordt beschreven als klassieke tragedie en een financiële thriller. Het gaat over de opkomst en ondergang van de fusiebank ABN AMRO ten tijde van Rijkman Groenink. Door een rücksichtsloze, ambitieuze koers om de bank in de top vijf van grootste internationale banken te krijgen, brengt Rijkman Groenink de bank aan de rand van de afgrond.
De serie is gebaseerd op het boek De Prooi van Jeroen Smit uit 2008 en is een sterk gedramatiseerde interpretatie van historische gebeurtenissen. De rol van Julia Bouwens werd aan de basis uit het boek toegevoegd. De Prooi ging in zijn geheel op vrijdag 27 september 2013 in première op het Nederlands Film Festival. De eerste uitzending vond plaats op zaterdag 19 oktober 2013 op Nederland 2.

## Rolverdeling
| Acteur             | Personage                     | Opmerkingen                                                        |
| ------------------ | ----------------------------- | ------------------------------------------------------------------ |
| Pierre Bokma       | Rijkman Groenink              | ABN-AMRO-topman                                                    |
| Victor Löw         | Nout Wellink                  | directeur van De Nederlandsche Bank                                |
| Anniek Pheifer     | Julia Bouwens                 | assistente Groenink                                                |
| Hubert Fermin      | Jan Kalff                     | voorzitter raad van bestuur ABN Amro Holding en ABN Amrobank       |
| Joop Keesmaat      | Frits Fentener van Vlissingen | industrieel                                                        |
| Paul Kooij         | Wilco Jiskoot                 | vicevoorzitter ABN AMRO                                            |
| Reinout Bussemaker | Rijnhard van Tets             | adviseur directie van ABN AMRO / lid raad van bestuur ABN Amrobank |
| Kobus Kortmann     | Maurice Lippens               | Fortis-bank topman                                                 |
| Mylène Duijvestein | Irene Groenink                | vrouw van Rijkman Groenink                                         |
| Luk Wyns           | Michel Tilmant                | bestuursvoorzitter ING Bank                                        |
| René van Asten     | ING Bankier                   | lid raad van bestuur ING Bank                                      |
| Guusje Eijbers     | Michelle                      | secretaresse van Jan Kalff                                         |

## Afleveringen
| Afl. | Titel                           | Uitzenddatum    | Kijkcijfers |
| ---- | ------------------------------- | --------------- | ----------- |
| 1    | Bijzondere kredieten            | 19 oktober 2013 | 1.106.000   |
| 2    | Fusies en overnames             | 26 oktober 2013 | 753.000     |
| 3    | Het belang van de aandeelhouder | 2 november 2013 | 606.000     |

## Prijzen en nominaties
| Jaar | Nominatie     | Categorie                      | Persoon      | Resultaat |
| ---- | ------------- | ------------------------------ | ------------ | --------- |
| 2013 | Gouden Kalf   | Beste acteur in televisiedrama | Pierre Bokma | Winnaar   |
| 2013 | Gouden Kalf   | Beste televisiedrama           |              | Nominatie |
| 2014 | De TV-Beelden | Beste hoofdrol (M/V)           | Pierre Bokma | Winnaar   |
| 2014 | De TV-Beelden | Beste bijrol (M/V)             | Victor Löw   | Nominatie |
| 2014 | De TV-Beelden | Beste dramaserie               |              | Winnaar   |

## Trivia
- Naast het boek en de televisieserie is er ook een theaterstuk De Prooi gemaakt in 2012. Het theaterstuk, dat ook gebaseerd was op het boek van Jeroen Smit, werd gespeeld door het Nationale Toneel. Theu Boermans, de regisseur van de serie, is ook artistiek leider van het Nationale Toneel.
- Het creatieve team van de serie is grotendeels gebaseerd op die van de succesvolle televisiefilm De uitverkorene: Frank Ketelaar (scenario), Theu Boermans (regie) en Pierre Bokma (hoofdrol).
- Pierre Bokma draagt een paar keer een regimentsdas van het Regiment Huzaren Prins Alexander, waar hij heeft gediend. Hij heeft daar echter als Pierre Bokma gediend en niet als Rijkman Groenink.